# Pałasz ogoniasty
Pałasz ogoniasty (Lepidopus caudatus) – gatunek ryby z rodziny pałaszowatych (Trichiuridae).

## Występowanie
Kosmopolityczna ryba żyjąca we wszystkich ciepłych i umiarkowanych morzach wszechoceanu.
Ryba nad dnem piaszczystym na głębokości od 100 do 250 m, poza krawędzią płyty kontynentalnej do głębokości 400 m. Występuje w stadach w strefie otwartego morza.

## Opis
Dorasta do 2 m długości i masy do 3 kg. Ciało wydłużone, taśmowate. Pysk spiczasty z szerokim otworem gębowym, żuchwa wystająca. Na szczęce górnej i dolnej występują silne zęby chwytne, w szczęce górnej  4–6, a w żuchwie 1–2. Ciało bezłuskie. Długa płetwa grzbietowa wsparta 100–105 twardymi promieniami. Płetwa odbytowa podparta 31–36 twardymi promieniami osadzonymi w skórze i 21–25 promieniami miękkimi objętymi błoną płetwową. Płetwy piersiowe małe, a płetwy brzuszne łuskowate. Płetwa ogonowa silnie wcięta.
Ubarwienie srebrzyście lśniące ze złocistymi smugami wzdłuż boków.

## Odżywianie
Odżywia się skorupiakami i rybami ławicowymi.

## Rozród
Biologia rozrodu słabo poznana.